# Dania na Letnich Igrzyskach Olimpijskich 1968
Danię na Letnich Igrzyskach Olimpijskich w 1964 roku reprezentowało 64 zawodników (60 mężczyzn i 4 kobiety) w 11 dyscyplinach. Zdobyli łącznie 8 medale, w tym 1 złoty, plasując swój kraj na 22. miejscu w klasyfikacji medalowej igrzysk.
Był to piętnasty start Duńczyków na letnich igrzyskach olimpijskich. Chorążym ekipy był kajakarz Erik Hansen.

## Medaliści
| Medal | Zawodnik                                              | Dyscyplina  | Konkurencja                             | Data            |
| ----- | ----------------------------------------------------- | ----------- | --------------------------------------- | --------------- |
|       | Gunnar Asmussen Peder Pedersen Reno Olsen Mogens Frey | Kolarstwo   | Wyścig drużynowy na dochodzenie         | 21 października |
|       | Niels Fredborg                                        | Kolarstwo   | 1 km na czas                            | 17 października |
|       | Mogens Frey                                           | Kolarstwo   | Wyścig indywidualny na dochodzenie      | 18 października |
|       | Aage Birch Niels Markussen Paul Lindemark Jørgensen   | Żeglarstwo  | Klasa Dragon                            | 21 października |
|       | Leif Mortensen                                        | Kolarstwo   | Wyścig indywidualny ze startu wspólnego | 23 października |
|       | Peter Fich Christiansen Ib Larsen                     | Wioślarstwo | Dwójka bez sternika                     | 18 października |
|       | Jørn Krab Harry Jørgensen Preben Krab                 | Wioślarstwo | Dwójka ze sternikiem                    | 19 października |
|       | Erik Hansen                                           | Kajakarstwo | K-1 1000 m mężczyzn                     | 25 października |

## Wyniki zawodników

### Boks
| Zawodnik         | Konkurencja             | 1/32 finału      | 1/16 finału                                 | 1/8 finału                            | Ćwierćfinały     | Półfinały        | Finał            | Pozycja  | Źródło |
| Zawodnik         | Konkurencja             | Przeciwnik Wynik | Przeciwnik Wynik                            | Przeciwnik Wynik                      | Przeciwnik Wynik | Przeciwnik Wynik | Przeciwnik Wynik | Pozycja  | Źródło |
| ---------------- | ----------------------- | ---------------- | ------------------------------------------- | ------------------------------------- | ---------------- | ---------------- | ---------------- | -------- | ------ |
| Jørgen Hansen    | Waga półśrednia 67 kg   | BYE              | Victor Zilberman Porażka – TKO w 3. rundzie | NQ                                    | NQ               | NQ               | NQ               | 17.- 31. | [ 1 ]  |
| Christian Larsen | Waga lekkośrednia 71 kg | Nie dotyczy      | Albert Menduni Wygrana – decyzja (5-0)      | David Jackson Porażka – decyzja (3-2) | NQ               | NQ               | NQ               | 9.- 16.  | [ 2 ]  |

### Gimnastyka

#### Konkurencje na przyrządach

##### Mężczyźni
| Zawodnik           | Konkurencja           | Eliminacje | Eliminacje | Finał          | Finał  | Finał | Finał   | Źródło |
| Zawodnik           | Konkurencja           | Wynik      | Pozycja    | Kwota startowa | Punkty | Suma  | Pozycja | Źródło |
| ------------------ | --------------------- | ---------- | ---------- | -------------- | ------ | ----- | ------- | ------ |
| Hans Peter Nielsen | Ćwiczenia na podłodze | 17,75 pkt  | 65.        | NQ             | NQ     | NQ    | NQ      | [ 4 ]  |
| Hans Peter Nielsen | Skok                  | 17,95 pkt  | 71.        | NQ             | NQ     | NQ    | NQ      | [ 4 ]  |
| Hans Peter Nielsen | Poręcz                | 18,2 pkt   | 65.        | NQ             | NQ     | NQ    | NQ      | [ 4 ]  |
| Hans Peter Nielsen | Drążek                | 17,3 pkt   | 95.        | NQ             | NQ     | NQ    | NQ      | [ 4 ]  |
| Hans Peter Nielsen | Kółka                 | 17,85 pkt  | 54.        | NQ             | NQ     | NQ    | NQ      | [ 4 ]  |
| Hans Peter Nielsen | Koń z łękami          | 18,3 pkt   | 33.        | NQ             | NQ     | NQ    | NQ      | [ 4 ]  |
| Arne Thomsen       | Ćwiczenia na podłodze | 18,2 pkt   | 37.        | NQ             | NQ     | NQ    | NQ      | [ 5 ]  |
| Arne Thomsen       | Skok                  | 16 pkt     | 111.       | NQ             | NQ     | NQ    | NQ      | [ 5 ]  |
| Arne Thomsen       | Poręcz                | 17,9 pkt   | 78.        | NQ             | NQ     | NQ    | NQ      | [ 5 ]  |
| Arne Thomsen       | Drążek                | 18,2 pkt   | 61.        | NQ             | NQ     | NQ    | NQ      | [ 5 ]  |
| Arne Thomsen       | Kółka                 | 17 pkt     | 87.        | NQ             | NQ     | NQ    | NQ      | [ 5 ]  |
| Arne Thomsen       | Koń z łękami          | 16,75 pkt  | 85.        | NQ             | NQ     | NQ    | NQ      | [ 5 ]  |

##### Kobiety
| Zawodnik      | Konkurencja           | Eliminacje | Eliminacje | Finał          | Finał  | Finał | Finał   | Źródło |
| Zawodnik      | Konkurencja           | Wynik      | Pozycja    | Kwota startowa | Punkty | Suma  | Pozycja | Źródło |
| ------------- | --------------------- | ---------- | ---------- | -------------- | ------ | ----- | ------- | ------ |
| Else Trangbæk | Ćwiczenia na podłodze | 17,65 pkt  | 64.        | NQ             | NQ     | NQ    | NQ      | [ 6 ]  |
| Else Trangbæk | Skok                  | 17,2 pkt   | 76.        | NQ             | NQ     | NQ    | NQ      | [ 6 ]  |
| Else Trangbæk | Poręcz                | 16 pkt     | 84.        | NQ             | NQ     | NQ    | NQ      | [ 6 ]  |
| Else Trangbæk | Równoważnia           | 17 pkt     | 62.        | NQ             | NQ     | NQ    | NQ      | [ 6 ]  |

#### Wielobój indywidualny
| Zawodnik           | Konkurencja       | Wynik      | Pozycja | Źródło |
| ------------------ | ----------------- | ---------- | ------- | ------ |
| Hans Peter Nielsen | Wielobój mężczyzn | 107,35 pkt | 63.     | [ 4 ]  |
| Arne Thomsen       | Wielobój mężczyzn | 104,05 pkt | 90.     | [ 5 ]  |
| Else Trangbæk      | Wielobój kobiet   | 67,85 pkt  | 75.     | [ 6 ]  |

### Kajakarstwo

#### Mężczyźni
| Zawodnik                                                            | Konkurencja | Eliminacje | Eliminacje | Repasaże | Repasaże | Półfinały | Półfinały | Finał   | Finał   | Źródło |
| Zawodnik                                                            | Konkurencja | Czas       | Pozycja    | Czas     | Pozycja  | Czas      | Pozycja   | Czas    | Pozycja | Źródło |
| ------------------------------------------------------------------- | ----------- | ---------- | ---------- | -------- | -------- | --------- | --------- | ------- | ------- | ------ |
| Erik Hansen                                                         | K-1 1000 m  | 4:05.6     | 1. Q       | BYE      | BYE      | 3:58.72   | 1. Q      | 4:04.39 | brąz    | [ 7 ]  |
| Harry Sørensen Jörgen Andersen Hans-Viggo Knudsen Steen Lund Hansen | K-4 1000 m  | 3:23.3     | 5.         | 3:30.92  | 3. Q     | 3:21.27   | 3. Q      | 3:25.64 | 9.      | [ 8 ]  |

### Kolarstwo

#### Konkurencje szosowe
| Zawodnik                                                               | Konkurencja                             | Czas       | Pozycja | Źródło |
| ---------------------------------------------------------------------- | --------------------------------------- | ---------- | ------- | ------ |
| Leif Mortensen                                                         | Wyścig indywidualny ze startu wspólnego | 4:42:49.71 | srebro  | [ 9 ]  |
| Ole Højlund Pedersen                                                   | Wyścig indywidualny ze startu wspólnego | 4:46:31.78 | 26.     | [ 9 ]  |
| Jørgen Emil Hansen                                                     | Wyścig indywidualny ze startu wspólnego | 4:46:34.66 | 29.     | [ 9 ]  |
| Svend Erik Bjerg                                                       | Wyścig indywidualny ze startu wspólnego | 4:48:03.08 | 38.     | [ 9 ]  |
| Verner Blaudzun Jørgen Emil Hansen Ole Højlund Pedersen Leif Mortensen | Drużynowa jazda na czas                 | 2:12:41.41 | 4.      | [ 10 ] |

#### Konkurencje torowe

##### Sprint
| Zawodnik       | Konkurencja | Runda 1.                                        | Repasaż o 2. rundę | 2. runda                                    | Repasaż o 1/8 finału     | 1/8 finału                              | Repasaże o Ćwierćfinał                  | Repasaże o Ćwierćfinał | Ćwierćfinał      | Półfinał    | Finał/o brąz | Pozycja          | Źródło |
| Zawodnik       | Konkurencja | Runda 1.                                        | Repasaż o 2. rundę | 2. runda                                    | Repasaż o 1/8 finału     | 1/8 finału                              | Półfinały                               | Finał                  | Ćwierćfinał      | Półfinał    | Finał/o brąz | Pozycja          | Źródło |
| Zawodnik       | Konkurencja | Przeciwnik Wynik                                | Przeciwnik Wynik   | Przeciwnik Wynik                            | Przeciwnik Wynik         | Przeciwnik Wynik                        | Przeciwnik Wynik                        | Przeciwnik Wynik       | Przeciwnik Wynik | Przeciwnicy | Przeciwnicy  | Pozycja          | Źródło |
| -------------- | ----------- | ----------------------------------------------- | ------------------ | ------------------------------------------- | ------------------------ | --------------------------------------- | --------------------------------------- | ---------------------- | ---------------- | ----------- | ------------ | ---------------- | ------ |
| Niels Fredborg | Sprint      | Jocelyn Lovell Kriengsak Worawut 1. pozycja (Q) | BYE                | Leijn Loevesijn Daniel Goens 1. pozycja (Q) | BYE                      | Omar Pchakadze Tim Mountford 3. pozycja | Jackie Simes 74. Leslie King 2. pozycja | NQ                     | NQ               | NQ          | NQ           | Nieklasyfikowany | [ 11 ] |
| Peder Pedersen | Sprint      | Siergiej Krawcow Edwin Torres 1. pozycja (Q)    | BYE                | Roger Gibbon András Baranyecz 2. pozycja    | Tim Mountford 2. pozycja | NQ                                      | NQ                                      | NQ                     | NQ               | NQ          | NQ           | Nieklasyfikowany | [ 11 ] |

Jazda na czas
| Zawodnik       | Konkurencja  | Czas    | Pozycja | Źródło |
| -------------- | ------------ | ------- | ------- | ------ |
| Niels Fredborg | 1 km na czas | 1:04.61 | srebro  | [ 12 ] |

##### Tandemy
| Zawodnik                           | Konkurencja              | Runda 1.         | Repasaż o Ćwierćfinał | Ćwierćfinał      | Półfinał         | Finał/o brąz     | Pozycja     | Źródło |
| Zawodnik                           | Konkurencja              | Przeciwnik Wynik | Przeciwnik Wynik      | Przeciwnik Wynik | Przeciwnik Wynik | Przeciwnik Wynik | Pozycja     | Źródło |
| ---------------------------------- | ------------------------ | ---------------- | --------------------- | ---------------- | ---------------- | ---------------- | ----------- | ------ |
| Niels Fredborg Per Sarto Jørgensen | Sprint tandemami na 2 km | Holandia Porażka | Węgry Porażka         | NQ               | NQ               | NQ               | Nie dotyczy | [ 13 ] |

##### Wyścigi na dochodzenie
| Zawodnik                                                          | Konkurencja                        | Runda 1. | Runda 1. | Ćwierćfinał                 | Półfinał                | Finał/o brąz               | Pozycja | Źródło |
| Zawodnik                                                          | Konkurencja                        | Czas     | Pozycja  | Przeciwnik Wynik            | Przeciwnik Wynik        | Przeciwnik Wynik           | Pozycja | Źródło |
| ----------------------------------------------------------------- | ---------------------------------- | -------- | -------- | --------------------------- | ----------------------- | -------------------------- | ------- | ------ |
| Preben Isaksson                                                   | Wyścig indywidualny na dochodzenie | 4:42.30  | 4. Q     | Cipriano Chemello W 4:37.54 | Xaver Kurmann W 4:42.05 | Daniel Rébillard P 4:42.43 | srebro  | [ 14 ] |
| Bent Hansen Preben Isaksson Jan Ingstrup-Mikkelsen Kurt vid Stein | Wyścig drużynowy na dochodzenie    | 4:23.58  | 5. Q     | Czechosłowacja W 4:27.02    | ZSRR W 4:19.87          | RFN W 4:22.44              | złoto   | [ 15 ] |

### Lekkoatletyka

#### Konkurencje biegowe

##### Mężczyźni
| Zawodnik    | Konkurencja    | Eliminacje  | Eliminacje  | Półfinał    | Półfinał    | Finał     | Finał   | Źródło |
| Zawodnik    | Konkurencja    | Czas        | Pozycja     | Czas        | Pozycja     | Czas      | Pozycja | Źródło |
| ----------- | -------------- | ----------- | ----------- | ----------- | ----------- | --------- | ------- | ------ |
| Gerd Larsen | Bieg na 800 m  | 1:51.9      | 6.          | NQ          | NQ          | NQ        | NQ      | [ 16 ] |
| Tom Hansen  | Bieg na 1500 m | 4:01.4      | 8.          | NQ          | NQ          | NQ        | NQ      | [ 17 ] |
| Georg Olsen | Maraton        | Nie dotyczy | Nie dotyczy | Nie dotyczy | Nie dotyczy | 2:42:24.6 | 34.     | [ 18 ] |

##### Kobiety
| Zawodnik             | Konkurencja   | Eliminacje | Eliminacje | Półfinały | Półfinały | Finał | Finał   | Źródło |
| Zawodnik             | Konkurencja   | Czas       | Pozycja    | Czas      | Pozycja   | Czas  | Pozycja | Źródło |
| -------------------- | ------------- | ---------- | ---------- | --------- | --------- | ----- | ------- | ------ |
| Annelise Damm Olesen | Bieg na 800 m | 2:09.0     | 5.         | NQ        | NQ        | NQ    | NQ      | [ 19 ] |

#### Mężczyźni
| Zawodnik           | Konkurencja   |          | 100 m   | Skok w dal | Pchnięcie kulą | Skok wzwyż | 400 m   | 110 m przez płotki | Rzut dyskiem | Skok o tyczce | Rzut oszczepem | 1500 m  | Końcowy wynik | Źródło |
| ------------------ | ------------- | -------- | ------- | ---------- | -------------- | ---------- | ------- | ------------------ | ------------ | ------------- | -------------- | ------- | ------------- | ------ |
| Steen Smidt-Jensen | Dziesięciobój | Rezultat | 10.9    | 7,17 m     | 13,03 m        | 1,95 m     | 50.2    | 14.9 s             | 41,07 m      | 4,85 m        | 46,80 m        | 4:41.3  | 8.            | [ 20 ] |
| Steen Smidt-Jensen | Dziesięciobój | Punkty   | 828 pkt | 855 pkt    | 667 pkt        | 813 pkt    | 797 pkt | 859 pkt            | 706 pkt      | 1017 pkt      | 589 pkt        | 517 pkt | 7648 pkt      | [ 20 ] |

##### Kobiety
| Zawodnik    | Konkurencja |          | 80 m przez płotki | Pchnięcie kulą | Skok wzwyż | Skok w dal | 200 m   | Końcowy wynik | Źródło |
| ----------- | ----------- | -------- | ----------------- | -------------- | ---------- | ---------- | ------- | ------------- | ------ |
| Nina Hansen | Pięciobój   | Rezultat | 10.9 s            | 10,92 m        | 1,59 m     | 6,19 m     | 25.0 s  | 13.           | [ 21 ] |
| Nina Hansen | Pięciobój   | Punkty   | 1061 pkt          | 780 pkt        | 934 pkt    | 1031 pkt   | 932 pkt | 4738 pkt      | [ 21 ] |

### Pięciobój nowoczesny

#### Mężczyźni
| Zawodnik        | Konkurencja   | Jazda Konna  | Jazda Konna | Jazda Konna | Szermierka | Szermierka | Szermierka | Strzelanie | Strzelanie | Strzelanie | Pływanie | Pływanie | Pływanie | Bieg przełajowy | Bieg przełajowy | Bieg przełajowy | Suma punktów | Pozycja | Źródło |
| Zawodnik        | Konkurencja   | Punkty karne | Pozycja     | Punkty      | Wygrane    | Pozycja    | Punkty     | Wynik      | Pozycja    | Punkty     | Czas     | Pozycja  | Punkty   | Czas            | Pozycja         | Punkty          | Suma punktów | Pozycja | Źródło |
| --------------- | ------------- | ------------ | ----------- | ----------- | ---------- | ---------- | ---------- | ---------- | ---------- | ---------- | -------- | -------- | -------- | --------------- | --------------- | --------------- | ------------ | ------- | ------ |
| Jørn Steffensen | Indywidualnie | 60 pkt       | 15.         | 1040 pkt    | 27         | 12.        | 862 pkt    | 191 pkt    | 7.         | 934 pkt    | 4:25.5   | 44.      | 811 pkt  | 14:49.2         | 14.             | 898 pkt         | 4545 pkt     | 13.     | [ 22 ] |

### Pływanie

#### Mężczyźni
| Zawodnik          | Konkurencja              | Eliminacje | Eliminacje | Półfinały   | Półfinały   | Finał | Finał   | Źródło |
| Zawodnik          | Konkurencja              | Czas       | Pozycja    | Czas        | Pozycja     | Czas  | Pozycja | Źródło |
| ----------------- | ------------------------ | ---------- | ---------- | ----------- | ----------- | ----- | ------- | ------ |
| Ejvind Pedersen   | 100 m stylem grzbietowym | 1:03.5     | 3. Q       | 1:03.6      | 8.          | NQ    | NQ      | [ 23 ] |
| Ejvind Pedersen   | 200 m stylem grzbietowym | 2:16.6     | 4.         | Nie dotyczy | Nie dotyczy | NQ    | NQ      | [ 23 ] |
| Lars Kraus Jensen | 200 m stylem grzbietowym | 2:22.5     | 4.         | Nie dotyczy | Nie dotyczy | NQ    | NQ      | [ 24 ] |
| Lars Kraus Jensen | 200 m stylem zmiennym    | 2:21.2     | 3.         | Nie dotyczy | Nie dotyczy | NQ    | NQ      | [ 24 ] |
| Lars Kraus Jensen | 400 m stylem zmiennym    | 5:12.7     | 4.         | Nie dotyczy | Nie dotyczy | NQ    | NQ      | [ 24 ] |

#### Kobiety
| Zawodniczka              | Konkurencja           | Eliminacje | Eliminacje | Finał | Finał   | Źródło |
| Zawodniczka              | Konkurencja           | Czas       | Pozycja    | Czas  | Pozycja | Źródło |
| ------------------------ | --------------------- | ---------- | ---------- | ----- | ------- | ------ |
| Kirsten Strange-Campbell | 200 m stylem dowolnym | 2:30.5     | 6.         | NQ    | NQ      | [ 25 ] |
| Kirsten Strange-Campbell | 200 m stylem zmiennym | 2:39.4     | 4.         | NQ    | NQ      | [ 25 ] |
| Kirsten Strange-Campbell | 400 m stylem zmiennym | 5:59.0     | 5.         | NQ    | NQ      | [ 25 ] |

### Strzelectwo

#### Mężczyźni
| Zawodnik          | Konkurencja                          | Wynik    | Pozycja | Źródło |
| ----------------- | ------------------------------------ | -------- | ------- | ------ |
| Jørgen Gabrielsen | Pistolet 50 m                        | 547 pkt  | 20.     | [ 26 ] |
| Niels Dahl        | Pistolet 50 m                        | 536 pkt  | 40.     | [ 26 ] |
| Ole Hviid Jensen  | Karabin małokalibrowy 3 postawy 50 m | 1140 pkt | 22.     | [ 27 ] |
| Per Weichel       | Karabin małokalibrowy 3 postawy 50 m | 1127 pkt | 40.     | [ 27 ] |
| Ole Hviid Jensen  | Karabin małokalibrowy leżąc 50 m     | 594 pkt  | 15.     | [ 28 ] |
| Per Weichel       | Karabin małokalibrowy leżąc 50 m     | 589 pkt  | 42.     | [ 28 ] |
| Ernst Pedersen    | Skeet                                | 191 pkt  | 10.     | [ 29 ] |
| Benny Jensen      | Skeet                                | 186 pkt  | 33.     | [ 29 ] |

### Wioślarstwo
| Zawodnik                                                                | Konkurencja          | Eliminacje | Eliminacje | Repasaże | Repasaże | Półfinał    | Półfinał    | Finał B | Finał B | Finał A | Finał A | Pozycja końcowa | Źródło |
| Zawodnik                                                                | Konkurencja          | Czas       | Pozycja    | Czas     | Pozycja  | Czas        | Pozycja     | Czas    | Pozycja | Czas    | Pozycja | Pozycja końcowa | Źródło |
| ----------------------------------------------------------------------- | -------------------- | ---------- | ---------- | -------- | -------- | ----------- | ----------- | ------- | ------- | ------- | ------- | --------------- | ------ |
| Niels Henry Secher                                                      | Jedynka              | 7:51.45    | 1. Q       | BYE      | BYE      | 8:17.64     | 5. QB       | 7:43.47 | 2.      | NQ      | NQ      | 8.              | [ 30 ] |
| Peter Fich Christiansen Ib Larsen                                       | Dwójka bez sternika  | 7:23.51    | 2. Q       | BYE      | BYE      | 7:24.98     | 2. QA       | BYE     | BYE     | 7:31.84 | 3.      | brąz            | [ 31 ] |
| Jørn Krab Harry Jørgensen Preben Krab                                   | Dwójka ze sternikiem | 8:21.42    | 4.         | 7:52.83  | 1. Q     | 8:02.78     | 2. QA       | BYE     | BYE     | 8:08.07 | 3.      | brąz            | [ 32 ] |
| Gunner Nielsen John Erik Jensen Johnny Algreen Petersen Mogens Pedersen | Czwórka bez sternika | 6:58.02    | 3.         | DNF      | DNF      | Nie dotyczy | Nie dotyczy | 7:20.31 | 4.      | NQ      | NQ      | 10.             | [ 33 ] |

### Zapasy
Punktacja za pojedynek:
- 0 pkt – zwycięstwo przed czasem lub przez dyskwalifikację
- 0,5 pkt – zwycięstwo przez dominację
- 1 pkt – zwycięstwo przez decyzję sędziów
- 2 pkt – remis
- 2,5 pkt – remis (pasywność obu zawodników)
- 3 pkt – porażka przez decyzję sędziów
- 3,5 pkt – porażka przez dominację
- 4 pkt – porażka przed czasem lub przez dyskwalifikację

#### Styl klasyczny
| Zawodnik       | Konkurencja               | Rundy eliminacyjne                       | Rundy eliminacyjne | Rundy eliminacyjne                          | Rundy eliminacyjne | Rundy eliminacyjne                       | Rundy eliminacyjne | Rundy eliminacyjne | Rundy eliminacyjne | Rundy eliminacyjne | Rundy eliminacyjne | Rundy eliminacyjne | Rundy eliminacyjne | Rundy eliminacyjne | Rundy eliminacyjne | Runda finałowa   | Runda finałowa | Pozycja          | Źródło |
| Zawodnik       | Konkurencja               | Runda 1.                                 | Runda 1.           | Runda 2.                                    | Runda 2.           | Runda 3.                                 | Runda 3.           | Runda 4.           | Runda 4.           | Runda 5.           | Runda 5.           | Runda 6.           | Runda 6.           | Runda 7.           | Runda 7.           | Runda finałowa   | Runda finałowa | Pozycja          | Źródło |
| Zawodnik       | Konkurencja               | Przeciwnik Wynik                         | Punkty             | Przeciwnik Wynik                            | Punkty             | Przeciwnik Wynik                         | Punkty             | Przeciwnik Wynik   | Punkty             | Przeciwnik Wynik   | Punkty             | Przeciwnik Wynik   | Punkty             | Przeciwnik Wynik   | Punkty             | Przeciwnik Wynik | Punkty         | Pozycja          | Źródło |
| -------------- | ------------------------- | ---------------------------------------- | ------------------ | ------------------------------------------- | ------------------ | ---------------------------------------- | ------------------ | ------------------ | ------------------ | ------------------ | ------------------ | ------------------ | ------------------ | ------------------ | ------------------ | ---------------- | -------------- | ---------------- | ------ |
| Alex Børger    | Kategoria musza (52 kg)   | Sin Sang-Sik Porażka – decyzja           | 3 pkt              | Enrique Jiménez Remis                       | 5 pkt              | Miroslav Zeman Porażka – poddanie (1:58) | 9 pkt (eliminacja) | NQ                 | NQ                 | NQ                 | NQ                 | Nie dotyczy        | Nie dotyczy        | Nie dotyczy        | Nie dotyczy        | NQ               | NQ             | Nieklasyfikowany | [ 34 ] |
| Johnny Nielsen | Kategoria kogucia (57 kg) | Hristo Trajkow Porażka – dyskwalifikacja | 4 pkt              | Dave Hazewinkel Porażka – poddanie (8:28)   | 8 pkt (eliminacja) | NQ                                       | NQ                 | NQ                 | NQ                 | NQ                 | NQ                 | NQ                 | NQ                 | NQ                 | NQ                 | NQ               | NQ             | Nieklasyfikowany | [ 35 ] |
| Kurt Madsen    | Kategoria lekka (70 kg)   | Stevan Horvat Porażka – poddanie (2:56)  | 4 pkt              | Muhammad Mukrim Binmansur Wygrana – decyzja | 5 pkt              | Werner Holzer Porażka – decyzja          | 8 pkt (eliminacja) | NQ                 | NQ                 | NQ                 | NQ                 | NQ                 | NQ                 | NQ                 | NQ                 | NQ               | NQ             | Nieklasyfikowany | [ 36 ] |

### Żeglarstwo
| Zawodnik                                            | Konkurencja             | Pozycja w wyścigu Punkty | Pozycja w wyścigu Punkty | Pozycja w wyścigu Punkty | Pozycja w wyścigu Punkty | Pozycja w wyścigu Punkty | Pozycja w wyścigu Punkty | Pozycja w wyścigu Punkty | Suma punktów | Pozycja | Źródło |
| Zawodnik                                            | Konkurencja             | 1                        | 2                        | 3                        | 4                        | 5                        | 6                        | 7                        | Suma punktów | Pozycja | Źródło |
| --------------------------------------------------- | ----------------------- | ------------------------ | ------------------------ | ------------------------ | ------------------------ | ------------------------ | ------------------------ | ------------------------ | ------------ | ------- | ------ |
| Henning Wind                                        | Klasa Finn              | 9. 15 pkt                | 18. 24 pkt               | 10. 16 pkt               | 15. 21 pkt               | 23. 29 pkt               | 18. 24 pkt               | 19. 25 pkt               | 125 pkt      | 18.     | [ 37 ] |
| Paul Elvstrøm Poul Mik-Meyer                        | Klasa Star              | 3. 5,7 pkt               | 6. 11,7 pkt              | 10. 16 pkt               | 7. 13 pkt                | 5. 10 pkt                | 1. 0 pkt                 | 5. 10 pkt                | 50,4 pkt     | 4.      | [ 38 ] |
| Aage Birch Niels Markussen Paul Lindemark Jørgensen | Klasa Dragon            | 6. 11,7 pkt              | 1. 0 pkt                 | 2. 3 pkt                 | 10. 16 pkt               | 3. 5,7 pkt               | 2. 3 pkt                 | 2. 3 pkt                 | 26,4 pkt     | srebro  | [ 39 ] |
| Hans Fogh Niels Jensen Poul Richard Høj Jensen      | Klasa Latający Holender | 6. 11,7 pkt              | 12. 18 pkt               | DQ 39 pkt                | 7. 13 pkt                | 12. 18 pkt               | 11. 17 pkt               | DNF 36 pkt               | 113,7 pkt    | 16.     | [ 41 ] |
| William Berntsen Erik Johansen Christian Hansen     | Klasa 5,5 m             | 8. 14 pkt                | 11. 17 pkt               | 13. 19 pkt               | 8. 14 pkt                | 13. 19 pkt               | 14. 20 pkt               | 12. 18 pkt               | 101 pkt      | 13.     | [ 42 ] |